# Okteabrske
Okteabrske (în ucraineană Октябрське) este o așezare de tip urban din raionul Krasnohvardiiske, Republica Autonomă Crimeea, Ucraina. În afara localității principale, nu cuprinde și alte sate.

## Demografie
Componența lingvistică a așezării de tip urban Okteabrske
     Rusă (71,13%)
     Tătară crimeeană (18,23%)
     Ucraineană (5,33%)
     Alte limbi (0,93%)
Conform recensământului din 2001, majoritatea populației așezării de tip urban Okteabrske era vorbitoare de rusă (71,13%), existând în minoritate și vorbitori de tătară crimeeană (18,23%) și ucraineană (5,33%).